# Michael Petrasso
Michael Alexander Petrasso (Toronto, 9 luglio 1995) è un calciatore canadese, centrocampista svincolato.

## Caratteristiche tecniche
Ala destra, può giocare anche come ala sinistra.

## Carriera

### Club
Comincia a giocare nelle giovanili del Toronto. Nel 2012 si trasferisce in Inghilterra, al Queens Park Rangers. Nel 2013 viene promosso in prima squadra. Il 22 novembre 2013 viene ceduto in prestito all'Oldham Athletic. Rientrato dal prestito nel gennaio 2014, il 14 febbraio 2014 viene ceduto nuovamente con la stessa formula al Coventry City. Rientra dal prestito il 16 marzo 2014. L'11 settembre 2014 viene ufficializzata la sua cessione in prestito al Leyton Orient. Il 7 ottobre 2014 rientra al Queens Park Rangers. Sette giorni dopo viene prestato al Notts County. Il 10 gennaio rientra dal prestito.
Il 18 gennaio 2018 passa al Montreal Impact.
Il 31 agosto viene ceduto in prestito all'Ottawa Fury fino al termine della stagione.
Il 18 marzo 2019 passa ai canadesi del Valour, compagine all'esordio nel nuovo massimo campionato canadese.
Il 24 gennaio 2020 passa allo York9.

### Nazionale
Ha giocato con l'Under-17, l'Under-20 e l'Under-23. Ha debuttato in nazionale maggiore il 3 giugno 2016, nell'amichevole Canada-Azerbaigian (1-1). Nel 2017 viene inserito nella lista dei convocati per la Gold Cup 2017.